# Els Astons
Els Astons va ser un grup de grallers del Vendrell que va nàixer el 1930 com a escissió de la colla de grallers dels Petits Pelegrins. El nom prové del renom de Josep Mercader «l'Astó», el líder de la formació. Va ser una colla molt polifacètica que tocava tant en concerts i balls de gralles com acompanyant els castells. De fet, van acompanyar la Colla Nova dels Xiquets de Valls i els Caneles del Vendrell.
D'ençà de 1930 fins a la Guerra Civil Espanyola la formació es va mantenir estable. El grup estava format per Josep Mestre i Mestre («el Carnisser») com a primera gralla, Isidre Borrut i Coll («El Pastor») com a segona gralla, Josep Mercader Ramon («l'Astó») com a baix i Pau Mercader i Valls («Pau Salvet») com a timbaler.
Aquest últim —que havia estat el timbaler de la primera etapa dels Casimiros— morí durant el conflicte bèl·lic i després de la guerra fou substituït per Bonaventura Almirall («Ventura de Vilobí»). Isidre Borrut («el Pastor») sembla que tampoc no tornà a tocar després de la guerra. L'any 1952, Josep Mestre («el Carnisser») va deixar la colla per problemes d'asma i va ser substituït per Albert Jané i Pascual («Carbassó») que feia dos anys que tocava als Macaris.
Hi ha cinc actuacions documentades de la colla: dues a Torredembarra (1934 i 1935) i una a Mallorca (1935) amb la Colla Nova; una al III Concurs de Gralles, celebrat al Poble Espanyol, en el marc de la II Festa Major del Penedès on van quedar segons; i una última actuació amb la Colla Nova en els actes d'obertura de l'Olimpíada Popular (1936) a l'estadi de Montjuïc. Malgrat això, aquesta última actuació va ser suspesa pels aldarulls amb motiu del cop d'estat del 18 de juliol i la revolta popular.